# Бероев, Вадим Борисович
Вади́м Бори́сович Беро́ев (осет. Беройты Барисы фырт Вадим; 10 января 1937, Хумалаг, Северо-Осетинская АССР — 28 декабря 1972, Москва) — советский актёр театра и кино осетинского происхождения. Заслуженный артист РСФСР (1969).

## Биография

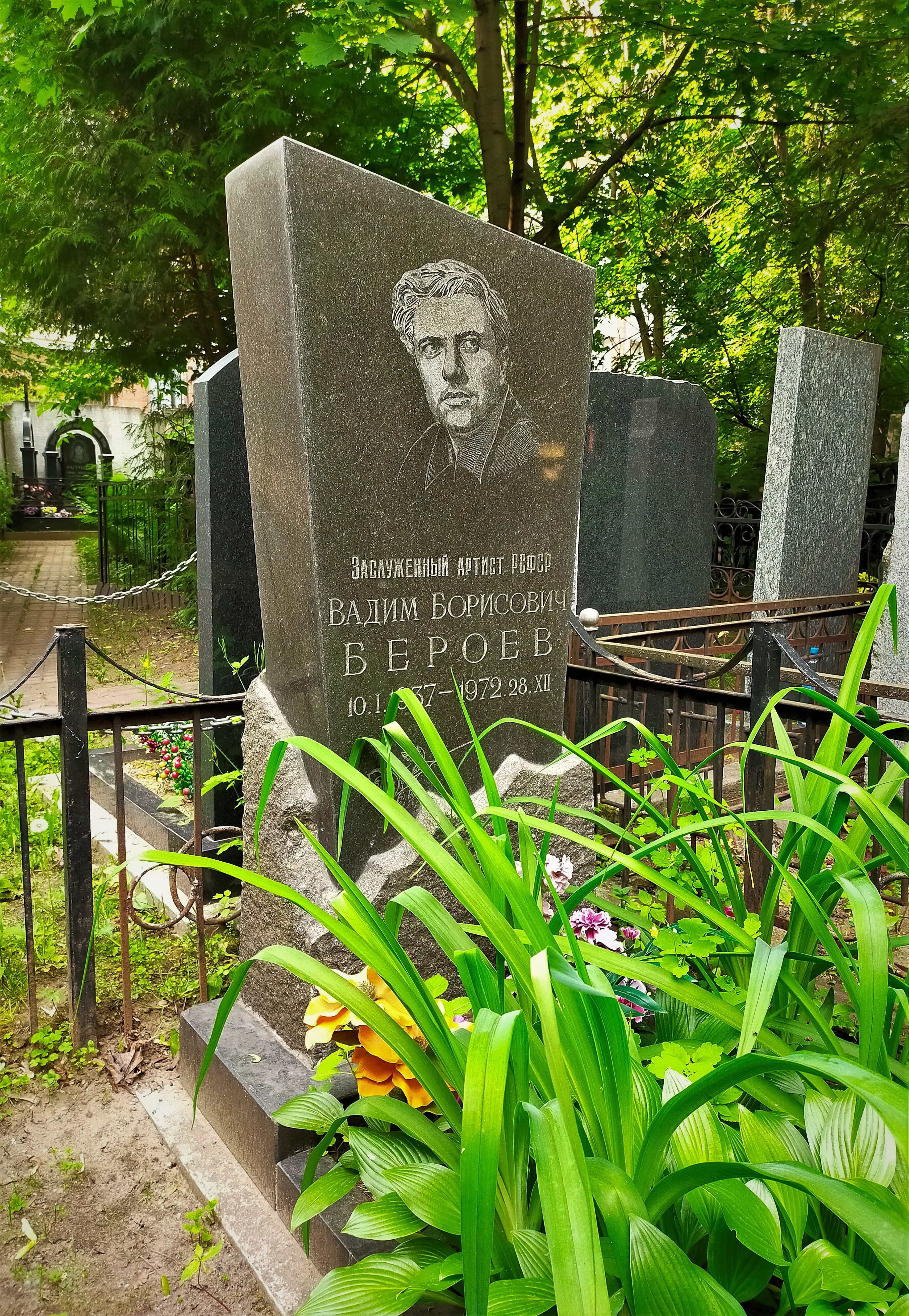
Могила В. Б. Бероева на Введенском кладбище

Вадим Бероев родился 10 января 1937 года в осетинском селе Хумалаг под Бесланом. Впрочем, семья его прожила там недолго и вскоре переехала во Львов.
Учился в 12-й мужской школе, в 1954 году окончил львовскую школу № 35. Одновременно учился в музыкальном училище по классу фортепиано.
В 1958 году окончил ГИТИС имени А. В. Луначарского. Педагоги: Варвара Вронская, Николай Петров и Борис Докутович.
С 1957 года работал в МАДТ имени Моссовета.
С 1962 года, параллельно с работой в театре, Бероев вместе с женой работал на радиостанции «Юность».
Член КПСС с 1964 года.
Умер 28 декабря 1972 года от цирроза печени. Похоронен в Москве на Введенском кладбище (участок № 29).

## Семья
Отец — Бероев Борис Бодзиевич (1905 — 1976).
Мать — Карафа-Корбут Зинаида Эдуардовна (1898 или 1900 — 1976), учительница в сельской школе, родом из Польши.
Жена — Шварёва-Бруновская Эльвира Павловна (3 июня 1936 — 11 апреля 2000), вышла замуж вторым браком за журналиста Леонида Викторовича Почивалова. Похоронена в Москве на Митинском кладбище (участок № 114).
Дочь — Бероева, Елена Вадимовна (род. 1958, актриса Театра им. Моссовета). Внук — Егор Бероев (род. 9 октября 1977), актёр театра, кино, телевидения и дубляжа, телеведущий, общественный деятель.
Внук — Дмитрий Бероев (род. 1988), актёр московского театра «Сфера».

## Признание и награды
- Заслуженный артист РСФСР (24 апреля 1969).

## Творчество

### Роли в театре
- 1962 — «Ленинградский проспект»
- 1964 — «Цезарь и Клеопатра»
- 1964 — «Маскарад»
- 1966 — «Странная миссис Сэвидж» (с Фаиной Раневской)
- 1967 — «Жизнь Сент-Экзюпери»
- «Сверчок»

### Фильмография
- 1962 — Телефонистка
- 1963 — Самолёты не приземлились — Риад
- 1965 — Наш дом — Николай
- 1967 — Майор Вихрь — майор «Вихрь»
- 1967 — Улица Ангела (телеспектакль) — Тарджис
- 1968 — В огне брода нет — Вася
- 1973 — До последней минуты — эпизод